# ルオーティ
ルオーティ（イタリア語: Ruoti）は、イタリア共和国バジリカータ州ポテンツァ県にある、人口約3,500人の基礎自治体（コムーネ）。

## 地理

### 位置・広がり

#### 隣接コムーネ
隣接するコムーネは以下の通り。
- アヴィリアーノ
- バラジャーノ
- ベッラ
- ピチェルノ
- ポテンツァ